# Городнянська сільська рада
Горо́днянська сільська́ ра́да — адміністративно-територіальна одиниця та орган місцевого самоврядування в Ічнянському районі Чернігівської області. Адміністративний центр — село Городня.

## Загальні відомості
- Територія ради: 39,494 км²
- Населення ради: 448 осіб (станом на 2001 рік)

Городнянська сільська рада зареєстрована 1928 року. Стала однією з 27 сільських рад Ічнянського району і одна з 8, яка складається з одного населеного пункту.
На території сільради діє Городнянська ЗОШ І—ІІ ст.

## Населені пункти
Сільській раді були підпорядковані населені пункти:
- с. Городня

## Склад ради
Рада складалася з 12 депутатів та голови.
- Голова ради: Руднік Людмила Миколаївна

### Керівний склад попередніх скликань
| Прізвище, ім'я, по батькові | Основні відомості                                                 | Дата обрання | Дата звільнення |
| --------------------------- | ----------------------------------------------------------------- | ------------ | --------------- |
| Руднік Людмила Миколаївна   | Сільський голова, 1955 року народження, освіта вища               | 26.03.2006   | 31.10.2010      |
| Руднік Людмила Миколаївна   | Сільський голова, 1955 року народження, освіта вища, позапартійна | 31.10.2010   |                 |

Примітка: таблиця складена за даними сайту Верховної Ради України

### Депутати
За результатами місцевих виборів 2010 року депутатами ради стали:

#### За суб'єктами висування
| Суб'єкт висування | Кількість обраних депутатів | %    |
| ----------------- | --------------------------- | ---- |
| Партія регіонів   | 7                           | 58,3 |
| Самовисування     | 4                           | 33,3 |
| Народна партія    | 1                           | 8,3  |

#### За округами
| № округу        | Прізвище, ім'я, по батькові     | Дата визнання обраним | Освіта             | Партійна приналежність             | Відомості про обраного депутата                       |
| --------------- | ------------------------------- | --------------------- | ------------------ | ---------------------------------- | ----------------------------------------------------- |
| Народна Партія  |                                 |                       |                    |                                    |                                                       |
| 3               | Топольницька Лідія Борисівна    | 03.11.2010            | вища               | позапартійна                       | Городнянська сільська рада, спеціаліст 2-ї категорії  |
| Партія регіонів |                                 |                       |                    |                                    |                                                       |
| 1               | Ігнатенко Наталія Іванівна      | 03.11.2010            | середня            | позапартійна                       | магазин ТОВ «Браво», продавець                        |
| 7               | Ночовська Людмила Станіславівна | 03.11.2010            | вища               | позапартійна                       | тимчасово не працює                                   |
| 8               | Сакун Юрій Миколайович          | 03.11.2010            | вища               | позапартійний                      | пенсіонер                                             |
| 9               | Сенченко Михайло Володимирович  | 03.11.2010            | середня            | позапартійний                      | тимчасово не працює                                   |
| 10              | Скрибченко Лідія Миколаївна     | 03.11.2010            | середня            | позапартійна                       | тимчасово не працює                                   |
| 11              | Мащенко Володимир Михайлович    | 03.11.2010            | середня            | позапартійний                      | фермерське господарство «Лан», голова                 |
| 12              | Однолько Людмила Іванівна       | 03.11.2010            | середня            | позапартійна                       | територіальний центр, соціальний працівник            |
| Самовисування   |                                 |                       |                    |                                    |                                                       |
| 2               | Мащенко Олександр Михайлович    | 02.01.2011            | середня спеціальна | член Соціалістичної партії України | Фермерське підприємство «Лан», фермер                 |
| 4               | Мірошниченко Ольга Іванівна     | 03.11.2010            | вища               | позапартійна                       | Городнянська сільська бібліотека, бібліотекар         |
| 5               | Йовса Ганна Василівна           | 03.11.2010            | вища               | позапартійна                       | Городнянська сільська рада, секретар сільської ради   |
| 6               | Зоць Анатолій Борисович         | 03.11.2010            | вища               | член Народної партії               | Городнянська сільська рада, спеціаліст землевпорядник |